# Okklusionsebene

Darstellung der Okklusionsebene und der Speeschen Kurve, (Kompensationskurve). Winkelstellung der Zähne zur Okklusionsebene nach G.–H. Schumacher. Die gerade Okklusionsebene ist durch eine künstliche Linie von den Frontzähnen zu den Molaren gekennzeichnet. Die Winkelangaben zeigen die Abweichungen der Zahnachsen von der Senkrechten auf die Okklusionsebene.

Die Okklusionsebene (auch Kauebene oder Okklusalebene) beschreibt die räumliche Ebene, auf der sich die Zähne des Ober- und Unterkiefers treffen. Konstruiert wird sie uneinheitlich, einerseits durch die Verbindungslinien zwischen Inzisalpunkt (Berührungspunkt der Schneidekanten der Zähne 31 und 41) und dem distobukkalen Höcker der Zähne 36 und 46 andererseits durch die Verbindungslinien zwischen Inzisalpunkt und dem distobukkalen Höcker bzw. dem „höchsten bukkalen Höcker“ der Zähne 37 und 47 und verläuft in der Regel durch die Lippenschlusslinie. Sie ist parallel zur Bipupillarlinie (Verbindungslinie der beiden Pupillen) und etwa parallel zur Camperschen Ebene. 
In der Kieferorthopädie wird die Okklusionsebene anders definiert. Hier wird sie als die Verbindungslinie zwischen zwei speziellen Punkten konstruiert:
1. vPOcP: ein konstruierter Punkt, der durch die Halbierung der Strecke des Schneidezahnüberbisses definiert wird, also der Mittelpunkt der Verbindungslinie zwischen den Berührungspunkten der oberen und unteren mittleren Schneidezähne.
2. hPOcP: der distalste Berührungspunkt der letzten in Okklusion stehenden Molaren[6].

Die Okklusionsebene dient der messtechnischen Orientierung für Winkelstellungen / Angulationen der oberen und unteren Zähne zu dieser Okklusionsebene sowie zur Darstellung der Winkelstellung der Okklusionsebene selber zu anderen Bezugslinien des Schädels.
Durch diese Bezugsebene sind Fehlstellungen (Angulationen) der Zähne und Fehlfunktionen der Zähne zueinander messtechnisch objektivierbar. Auch eine Veränderung der Winkelstellung der Okklusionsebene kann eine gravierende Fehlfunktion des Kauapparates darstellen. Die Okklusionsebene stellt einen groben Mittelwert der klinischen Okklusionskurve (Spee’sche Kurve, Kompensationskurve) dar, dem Verlauf der natürlichen Okklusionsebenen der einzelnen Zähne. Diese verlaufen in einer Kurve, welche besonders stark im Molarenbereich ausgeprägt und beim Menschen praktisch niemals identisch mit der idealisierten geraden Okklusionsebene ist.
| Bezugsebene                  | Winkel | Streuung |
| ---------------------------- | ------ | -------- |
| Scharnierachs-Orbitale-Ebene | 12,87° | 5,99°    |
| Frankfurter Horizontale      | 5,59°  | 5,73°    |
| Campersche Ebene             | −7,84° | 5,57°    |